# Svedberg (Mondkrater)
Svedberg ist ein kleiner Einschlagkrater auf der Mondvorderseite in der Nähe des Südpols, unmittelbar nordöstlich des Kraters Scott und nordwestlich von Amundsen.
Der Krater wurde 2009 von der IAU nach dem schwedischen Chemiker und Nobelpreisträger The Svedberg offiziell benannt.